# Libnetisia xunyanbanensis
Libnetisia xunyanbanensis là một loài bọ cánh cứng trong họ Lycidae. Loài này được Bocáková miêu tả khoa học năm 2004.